# Neurodegeneració
Neurodegeneració és un terme molt ampli que abasta els termes relacionats amb la pèrdua progressiva de l'estructura o la funció de les neurones, incloent-hi la mort de la neurona. Moltes malalties neurodegeneratives incloent les malalties de Parkinson, Alzheimer, i Huntington ocorren com a resultat de processos neurodegeneratius. El descobriment de les similituds entre les diverses malalties neurodegeneratives ofereix una esperança per avenços terapèutics que podrien millorar moltes malalties de manera simultània. Hi ha molts paral·lelismes entre les diferents malalties neurodegeneratives, incloent-hi enssamblatges atípics de proteïnes i també la mort induïda de la cèl·lula. La neurodegeneració es pot trobar en molts nivells diferents del circuit neuronal des del nivell molecular al sistèmic.

## Lligams entre malalties neurodegeneratives
En molts casos neurodegeneratius hi ha mutacions genètiques, moltes d'elles ubicades en gens no relacionats. En molts casos es repeteix una característica comuna la repetició del triplet de nucleòtids C-A-G, aquesta seqüència codifica la glutamina i la repetició resulta en una malaltia de la poliglutamina.
Dos exemples en són la Malaltia de Huntington i l'atàxia espinocerebel·lar. Tant la malaltia de Parkinson com la de Huntington apareixen tard en la vida i estan associades amb l'acumulació de proteïnes tòxiques dins la cèl·lula que és causada per l'agregació principalment de les proteïnes seGüents: citosol, per exemple en Parkinson i Huntington, nucli, per exemple atàxia espinocerebel·lar tipus 1 (SCA1), reticle endoplasmàtic (ER))
i proteïnes secretades extracellularment, amiloide-β en l'Alzheimer. Disfunció mitocondrial que és la forma més comuna de mort cel·lular en la neurodegeneració. Hi ha evidències que la disfunció mitocondrial i l'estrès oxidatiu té un paper important en la patogènesi de les malalties neurodegeneratives incloent les malalties Alzheimer, Parkinson, Huntington i esclerosi lateral amiotròfica.
El transport axonal deficient s'ha trobat en diverses malalties neurodegeneratives. Aquest transport es pot pertorbar per diversos mecanismes incloent-hi el dany en la quinesina i el mitocondri.
La mort cel·lular programada (PCD) és la mort de la cèl·lula mitjançada per un programa intracel·lular.
Entre els tipus principals de mort cel·lular programada hi ha l'apoptosi que pot ser intrínseca i extrínseca.
En el cas de l'autofàgia de tipus II hi ha en moltes malalties neurodegeneratives una acumulació d'agregats de proteïnes que potser es deuen a un mal funcionament de l'autofàgia. La mort cel·lular programada citoplasmàtica de tipus II no segueix el procés de l'apoptosi.

## Envelliment i la neurodegeneració
El principal factor de risc en les malalties neurodegeneratives és l'envelliment. Contribueixen a l'envelliment tant les mutacions d'ADN mitocondrial com l'estrès oxidatiu. Moltes d'aquestes malalties apareixen tard en la vida, cosa que significa que hi a algun factor que canvia, per cada malaltia, a mesura que una persona envelleix. Un factor constant és que en cada malaltia, les neurones gradualment perden funció a mesura que, amb l'edat, progressa la malaltia.

## Teràpia
S'estudia una teràpia amb la recerca mitjançant els animals comuns de laboratori i també amb organismes models. Hi ha medicaments encara en fase experimental com és el Dimebon (Medivation).
Altres camps terapèutics els ofereix evitar la síntesi i degradació de les proteïnes irregulars. També la possible regulació de l'autofàgia per evitar l'agregació de les proteïnes que ocorre en diverses malalties degeneratives. Els procediments per a fer això són molt complicats i ara es comencen a comprendre.
La immunoteràpia que incrementa alguns aspectes del sistema immunitari i això es fa amb vacunes s'ha proposat contra l'Alzheimer però encara està en fase d'estudi.

## Relació amb altres malalties
S'ha suggerit que la malaltia d'Alzheimer és una conseqüència directa de la diabetis, o fins i tot que es tracta d'una manifestació diferent de la mateixa malaltia.